# Yurakucho
Yurakucho (有楽町) é um distrito comercial de Chiyoda, Tóquio, Japão, situado entre Ginza e o Parque Hibiya, localizado na região sudeste do Palácio Imperial de Tóquio. O distrito leva o nome de Oda Nagamasu (1547-1622), que também era conhecido como Yūraku (有楽). Oda Nagamasu construiu a sua mansão nesta área pois suas terras foram concedidas a ele por Tokugawa Ieyasu, nas proximidades do Portão Sukiya-bashi do Castelo Edo. O nome do local data do período Meiji.

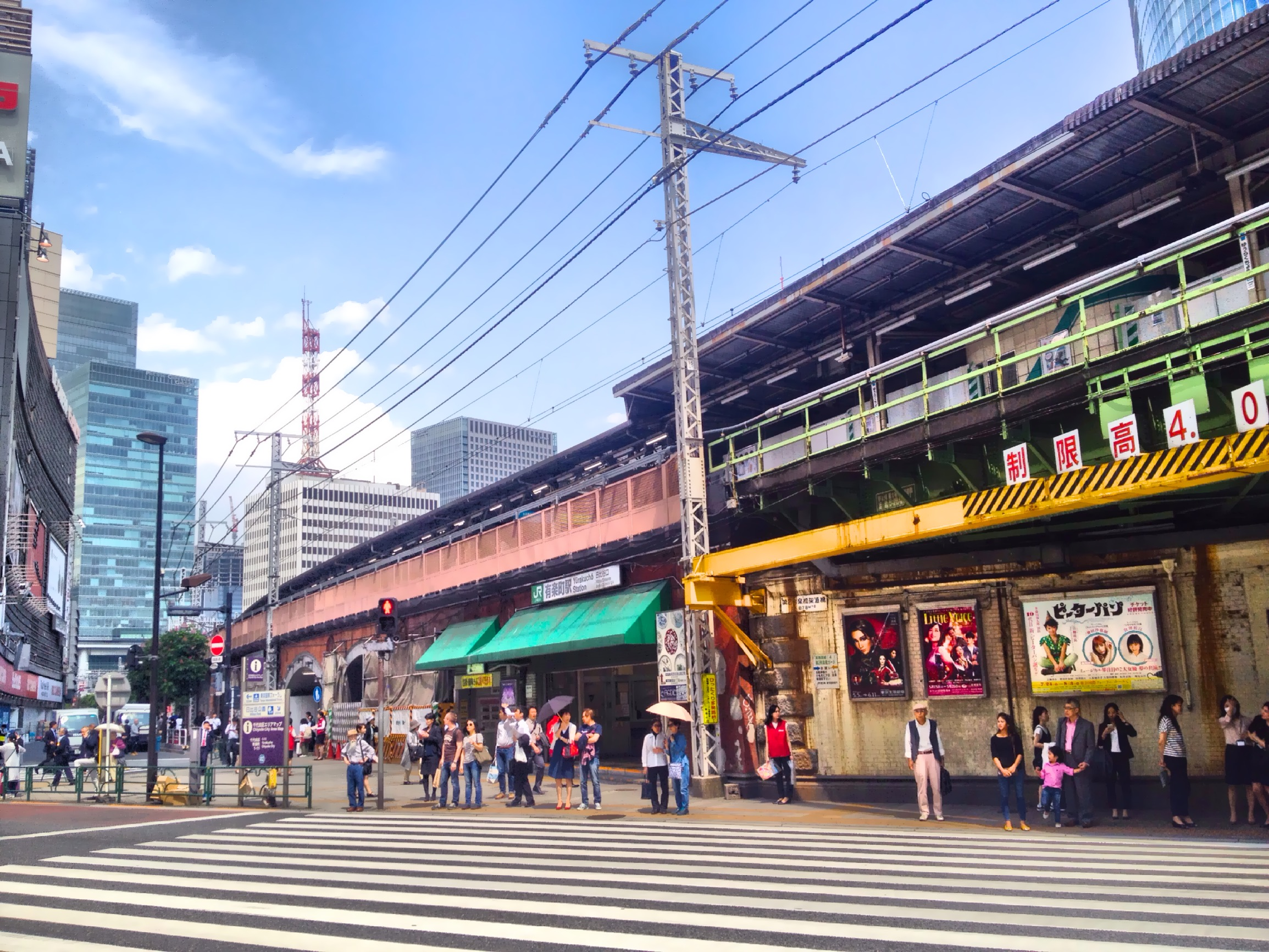
Restaurantes e izakayas na região da Estação de Yurakucho

Yurakucho é atendida por várias estações de trem e metrô, incluindo a Estação Hibiya (linhas Toei Subway e Tokyo Metro) e a Estação Yurakucho (JR East e Tokyo Metro linhas).
Ao contrário da sua região vizinha, Ginza, Yurakucho oferece um vislumbre da vida japonesa desde o início do período pós-guerra, com seus muitos izakayas (bares de estilo japonês, conhecidos por suas lanternas vermelhas conhecidas como akachochin) e os restaurantes yakitori ao ar livre, muitos dos quais estão localizados perto ou abaixo dos trilhos do trem que atende a linha JR Yamanote de Tóquio.
Devido ao fácil acesso à Estação de Tóquio, os bares e restaurantes Yurakucho são populares entre os empresários que voltam do trabalho para casa.
O distrito administrativo de Yurakucho também cobre a área de Hibiya.

## História
Em 1707, o xogunato Tokugawa estabeleceu o Minami-machi Bugyō-sho, o escritório de um dos magistrados de Edo, nesta área. O nome do lugar data do período Meiji. Surge de uma pronúncia alterada de Urakusai.

## Economia
Por ser um distrito comercial, Yurakucho possui muitos teatros e cinemas, entre eles o Fórum Internacional de Tóquio, Teatro Imperial Toho, Teatro Nissei, Marunouchi Tōei, Chanter, Teatro Tokyo Takarazuka, Scala-za e Miyuki-za. O Hibiya Mitsui abriga os escritórios residenciais da Sumitomo Mitsui Banking Corporation, Japan Steel Works e Asahi Kasei, enquanto o Shin Yurakucho Building abriga a Asahi Glass Co., a Nippon Paper Industries e a Nichiro Corporation, A Toyota Tsusho e a Organização Nacional de Turismo do Japão (JNTO) tem sua sede e um Centro de Informações Turísticas em Yurakucho, além da Galaxy Airlines que tinha sua sede no distrito. O Clube de Correspondentes Estrangeiros do Japão tem suas instalações no Edifício Yurakucho Denki Norte.
Na região, estão também as sedes da Toho, Toho Hibiya Building (東宝日比谷ビル, Tōhō Hibiya Biru) desde 2005; Japan Airlines que opera um escritório de emissão de passagens aéreas para voos domésticos e internacionais no primeiro andar do Edifício Yurakucho Denki, cujo edifício possui também a sede da Japan Asia Airways,
Um dos marcos em Yurakucho é a DN Tower 21. Sede da Dai-ichi Mutual Life Insurance Company, o edifício, localizado do outro lado do fosso do Palácio Imperial, era o quartel-general do Comandante Supremo dos Poderes Aliados, sob o comando de Douglas MacArthur durante a Ocupação do Japão. O Norinchukin Bank também compartilha sua sede no edifício.
O complexo comercial do edifício Yurakucho Center (Yūrakuchō Mullion), contém lojas, 7 cinemas, centros de convenções e um estacionamento. O
O Nippon Broadcasting System (JOLF-AM) transmite ao vivo de Yurakucho desde sua primeira transmissão. A Fuji Television (JOCX-TV) anteriormente compartilhava as instalações com a JOLF.

## Transporte

### Ferrovias

#### Estação Hibiya
- Linha Toei Mita
- Linha Hibiya do metrô de Tóquio
- Linha Chiyoda do metrô de Tóquio

#### Estação Yūrakuchō
- Linha JR East Yamanote
- Linha JR East Keihin-Tōhoku
- Linha Yūrakuchō do metrô de Tóquio

As estações Hibiya e Yurakucho são conectadas por passagens subterrâneas.

## Galeria de Imagens

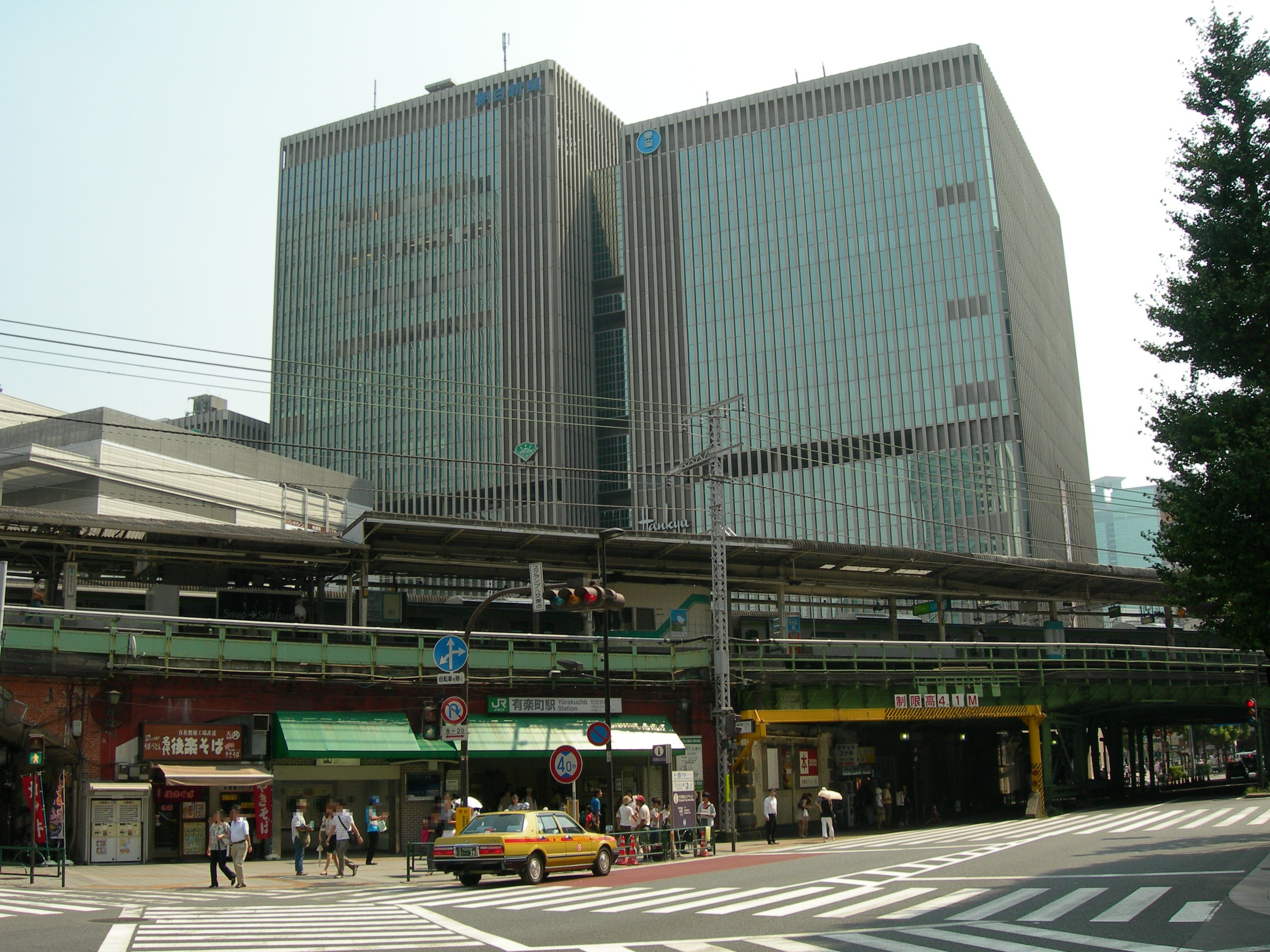
Estação de Yurakucho
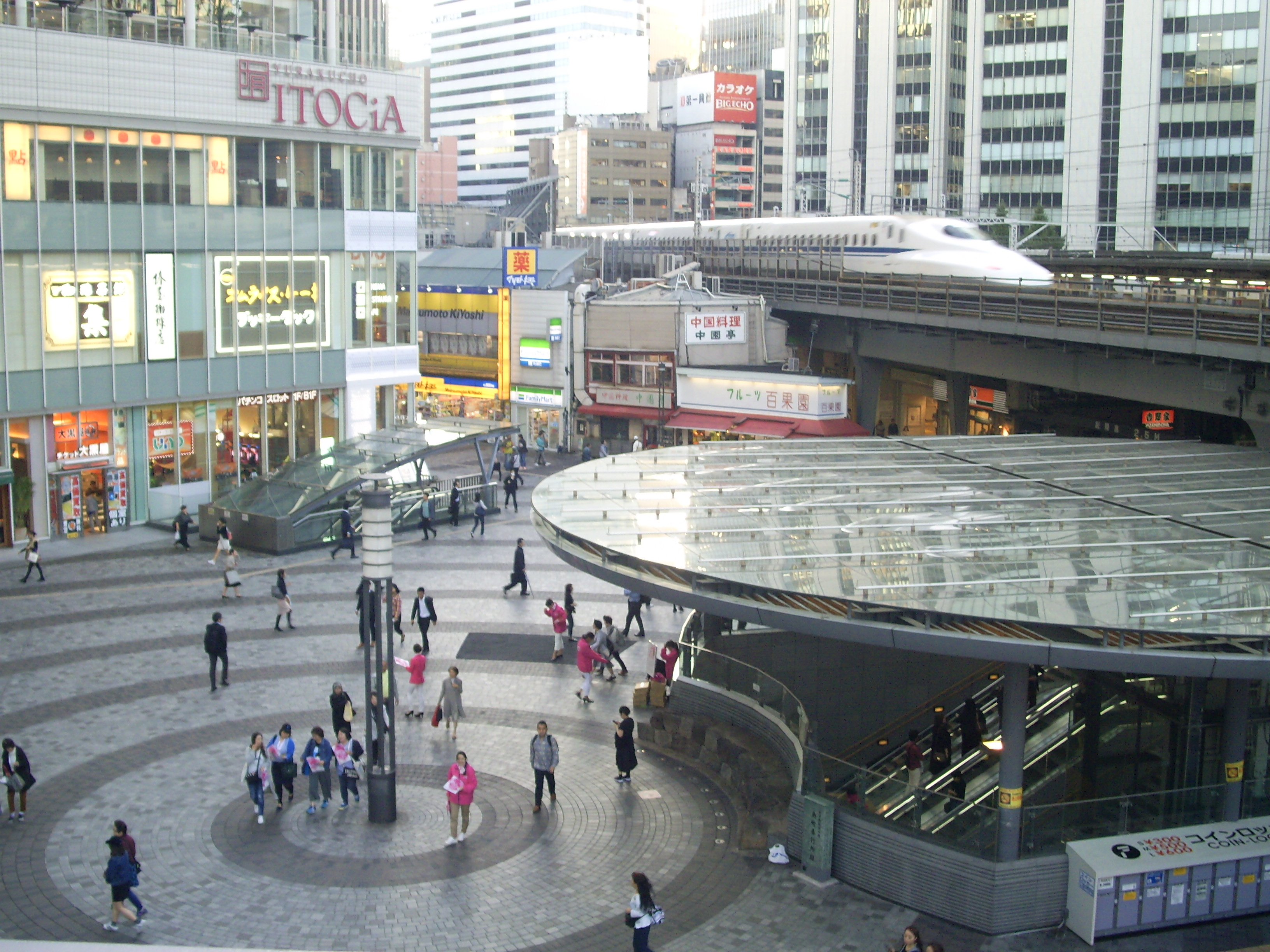
Praça da Estação Yurakucho
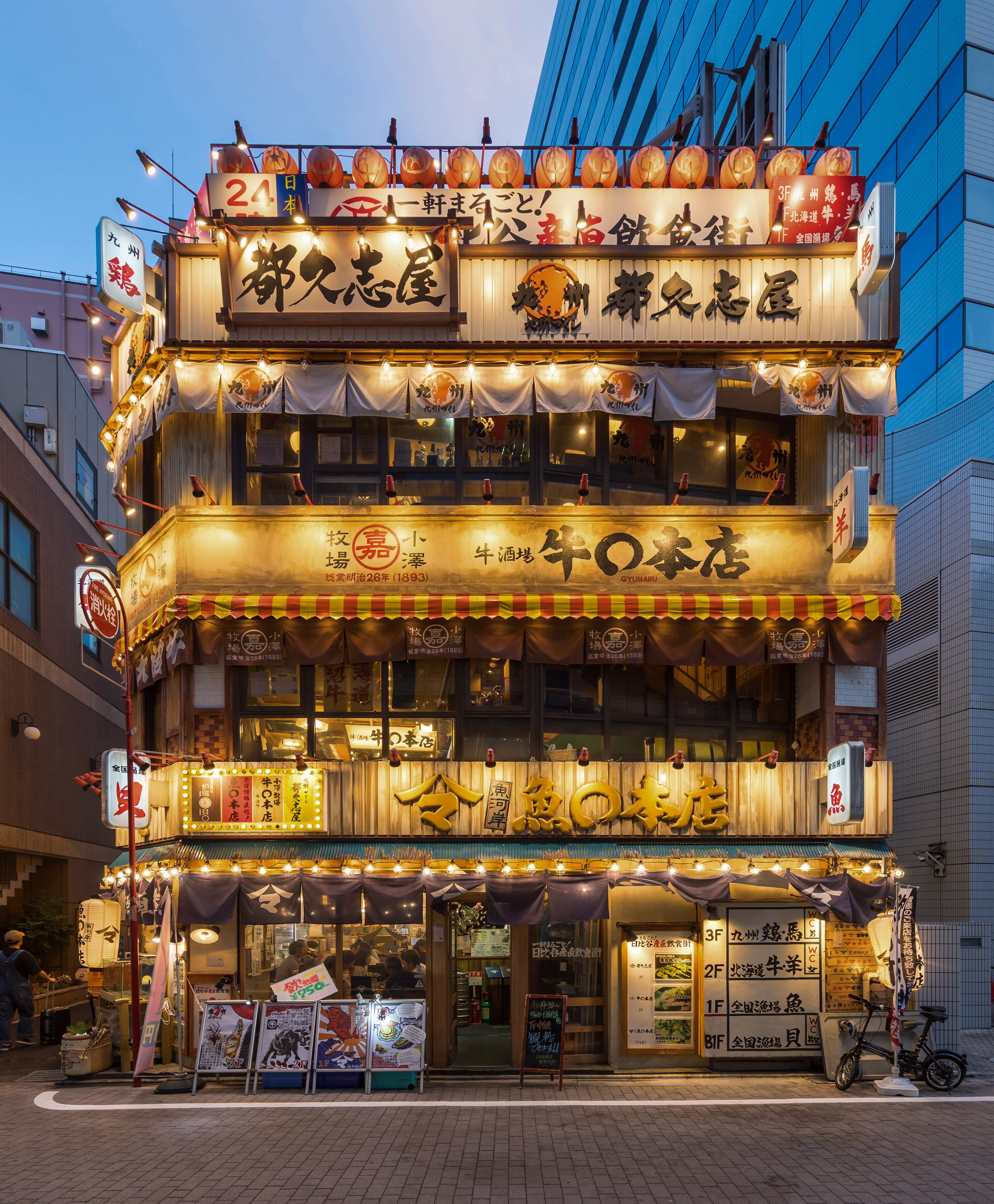
Fachada iluminada de um restaurante de 3 andares com painéis japoneses e lanternas vermelhas, em Yurakucho.
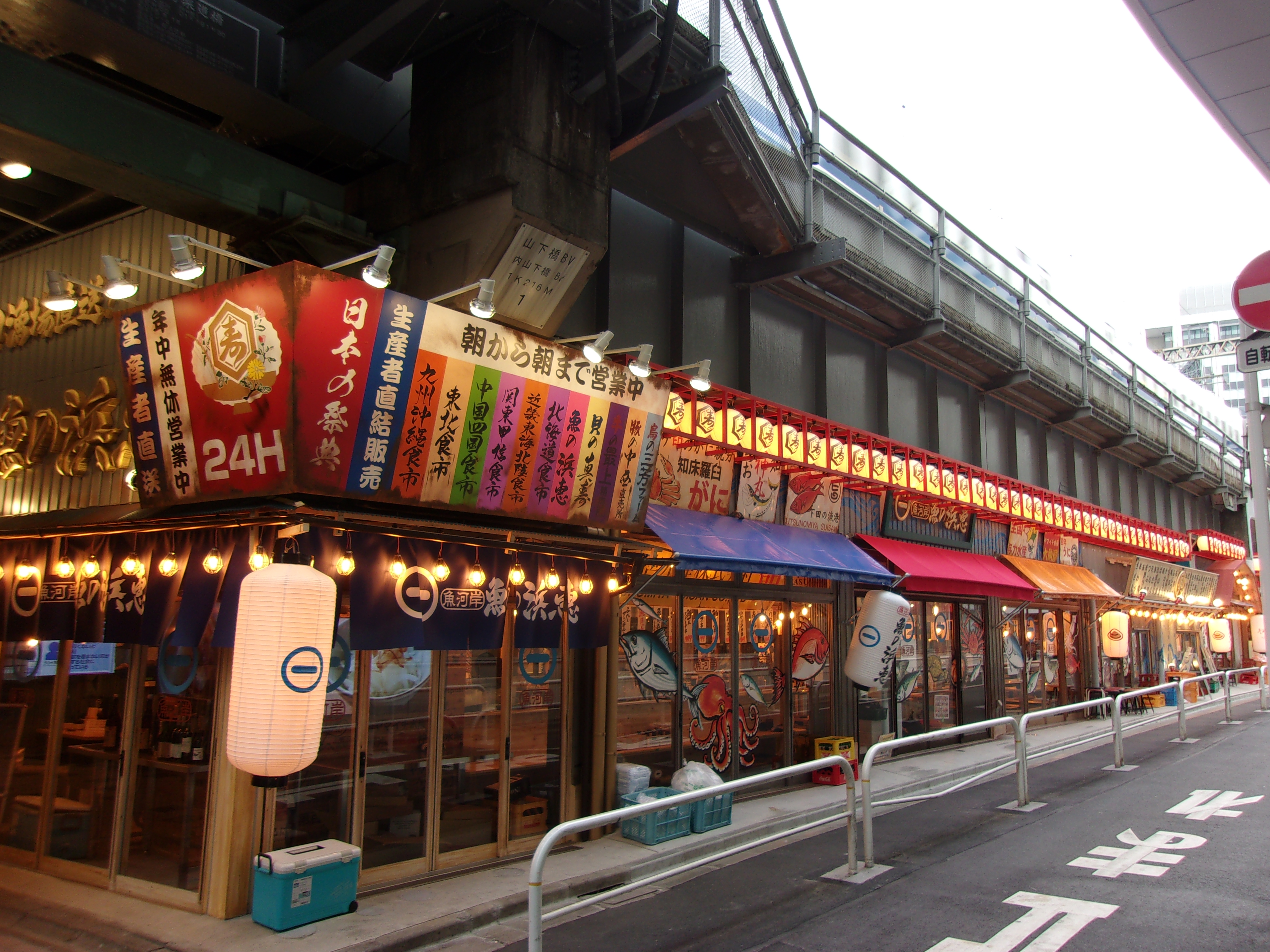
Restaurantes em Yurakucho
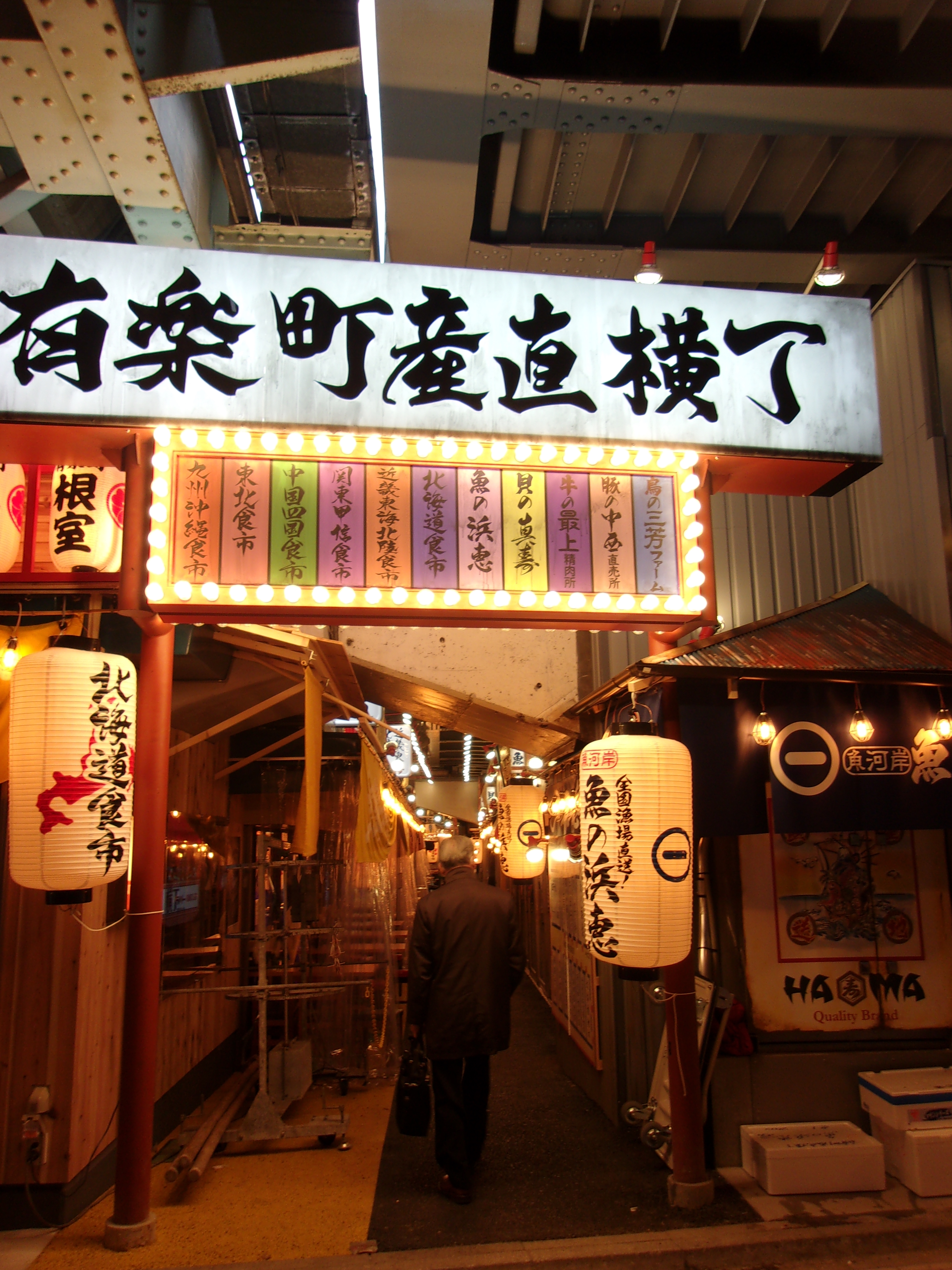
Restaurantes tradicionais em Yurakucho
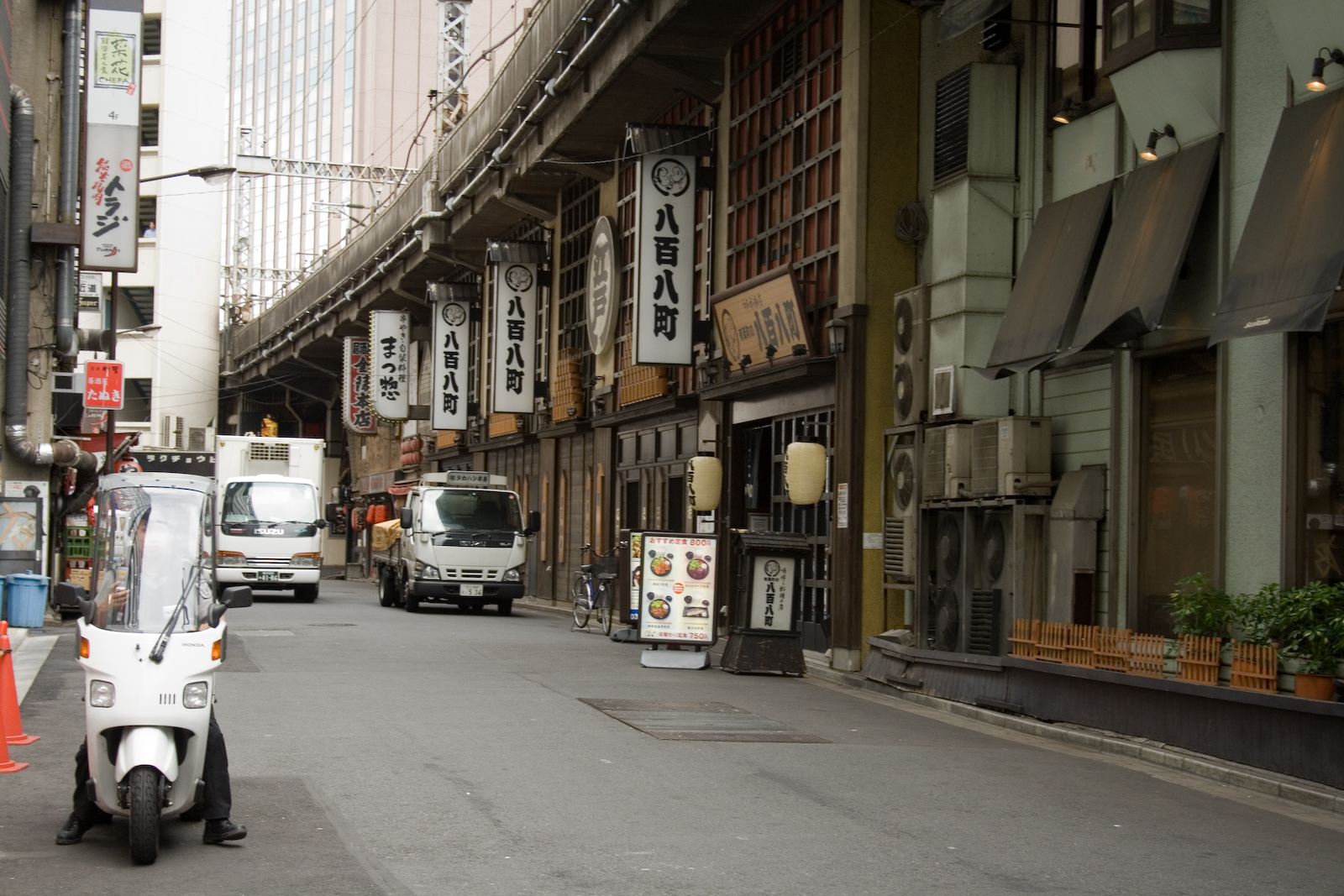
Restaurantes abaixo das linhas da Estação de Yurakucho
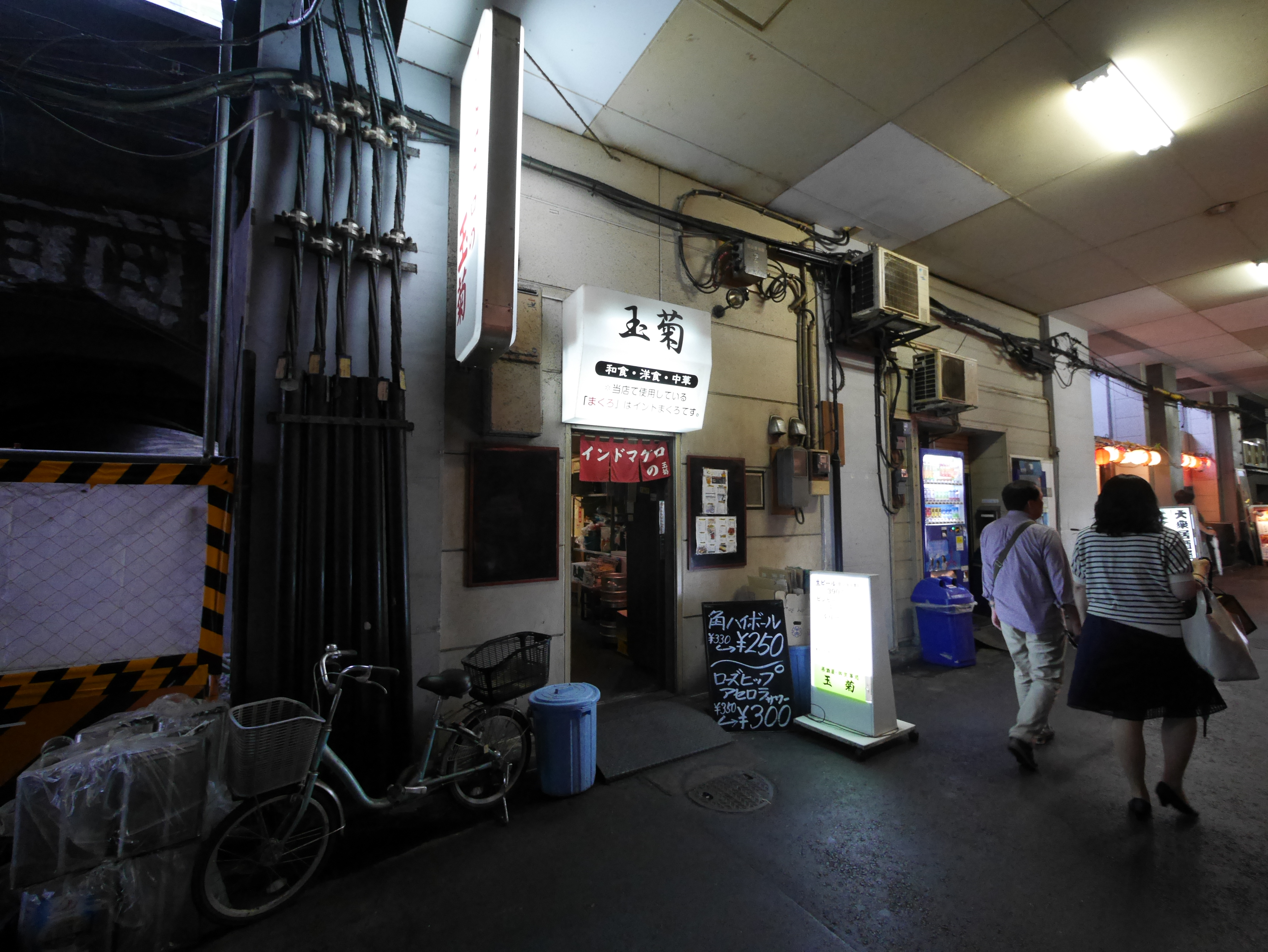
Restaurantes em Yurakucho
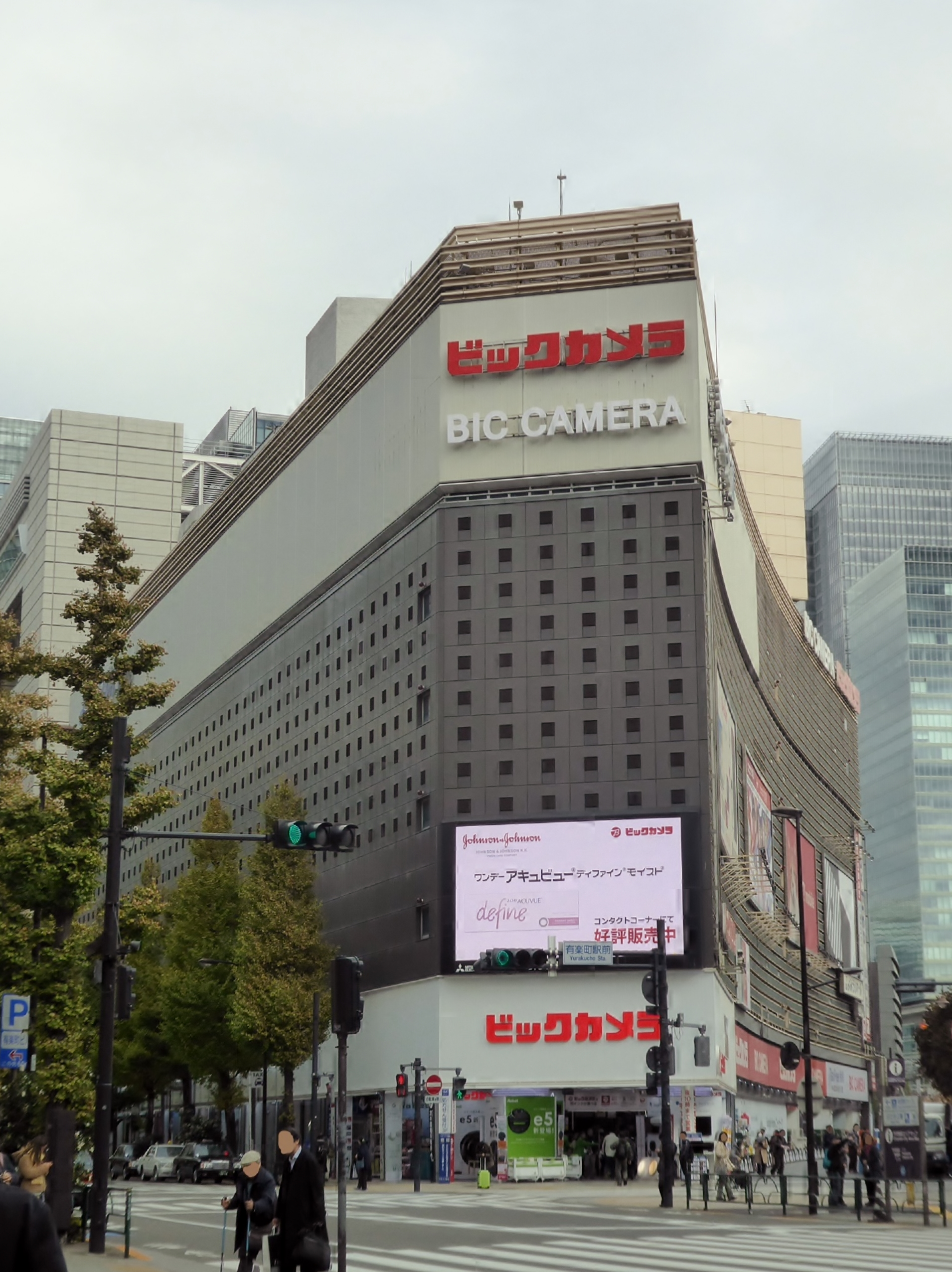
Loja Bic Camera em Yurakucho
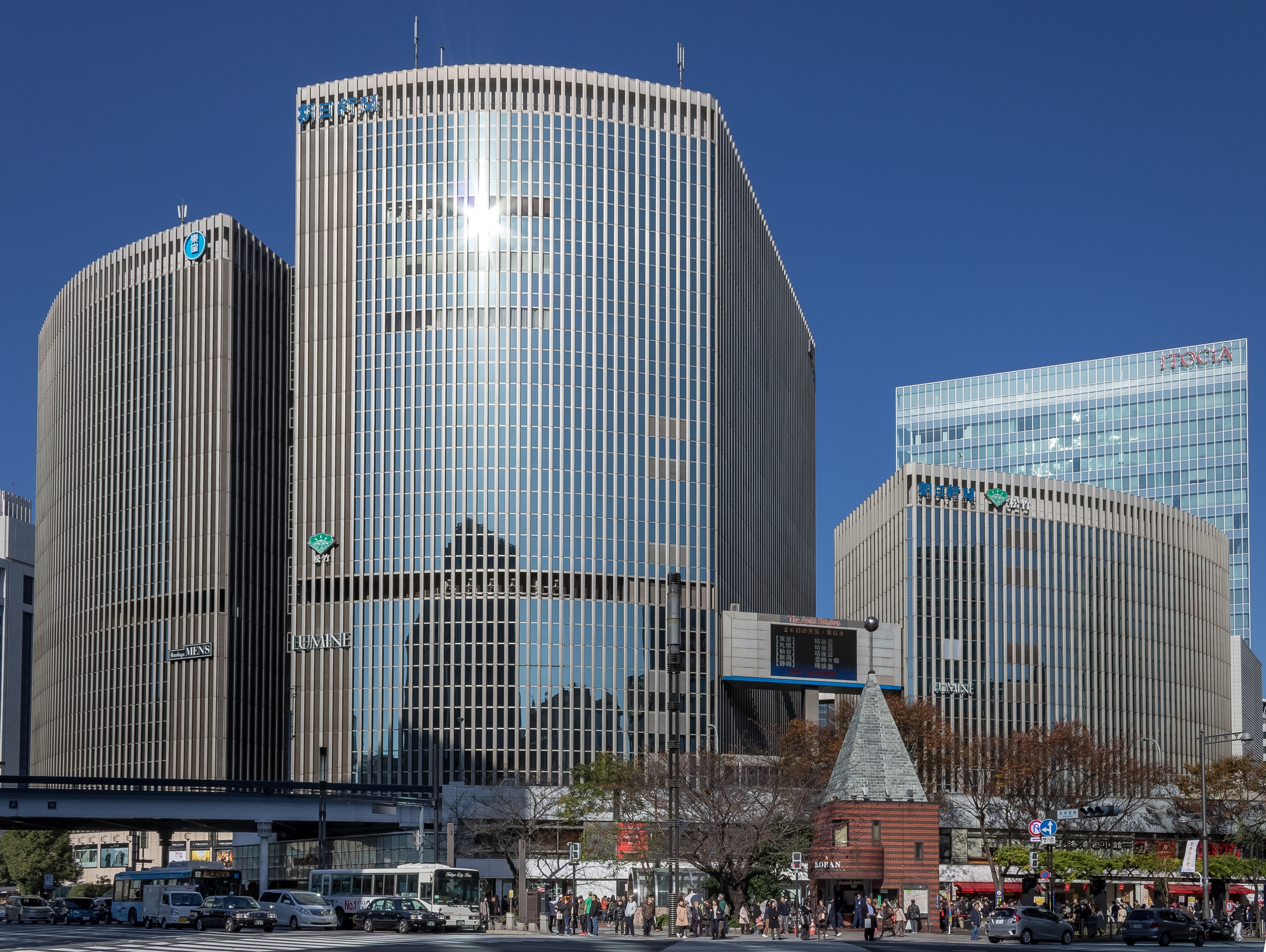
Yurakucho Marion
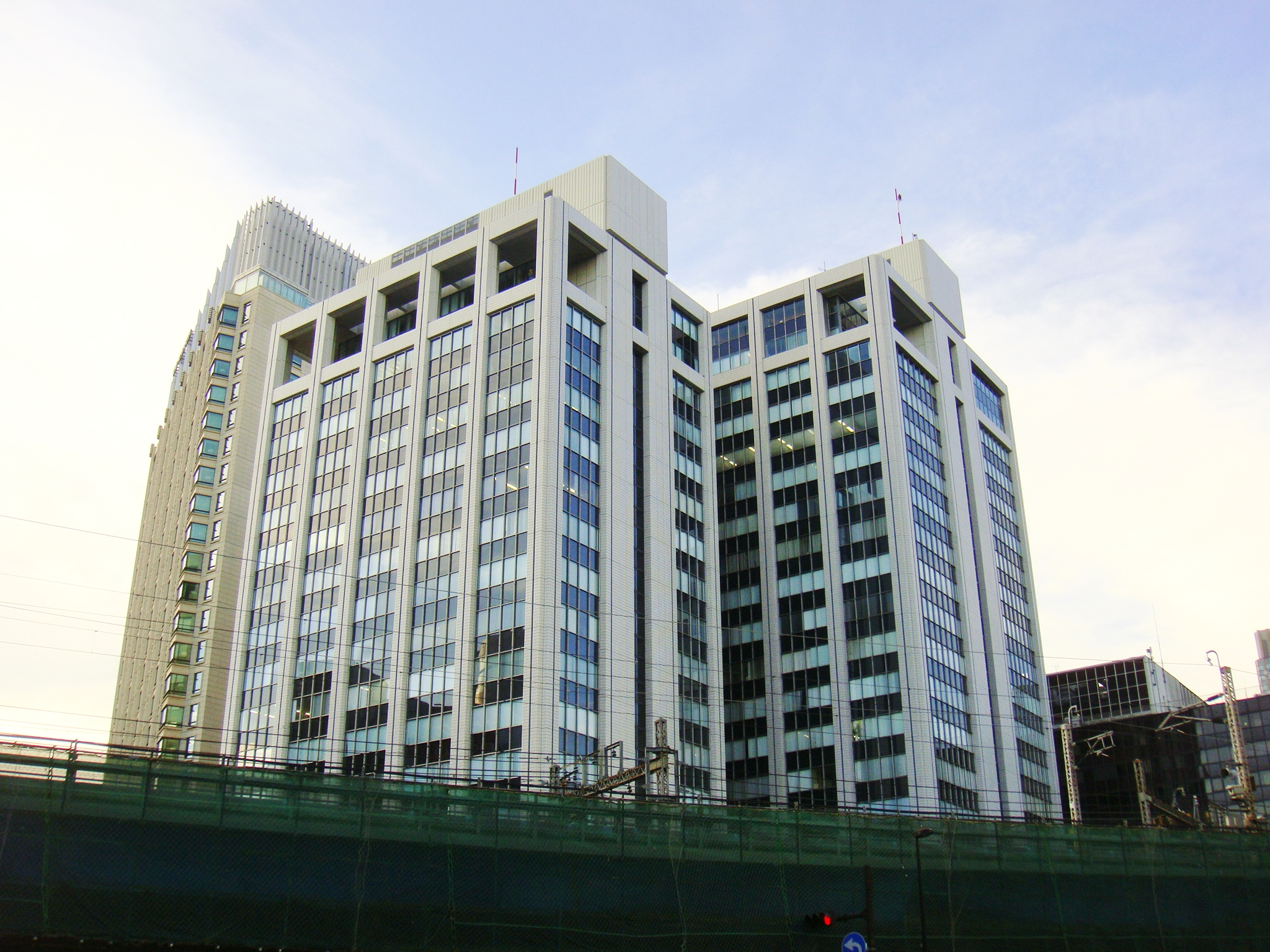
Yurakucho Denki Building
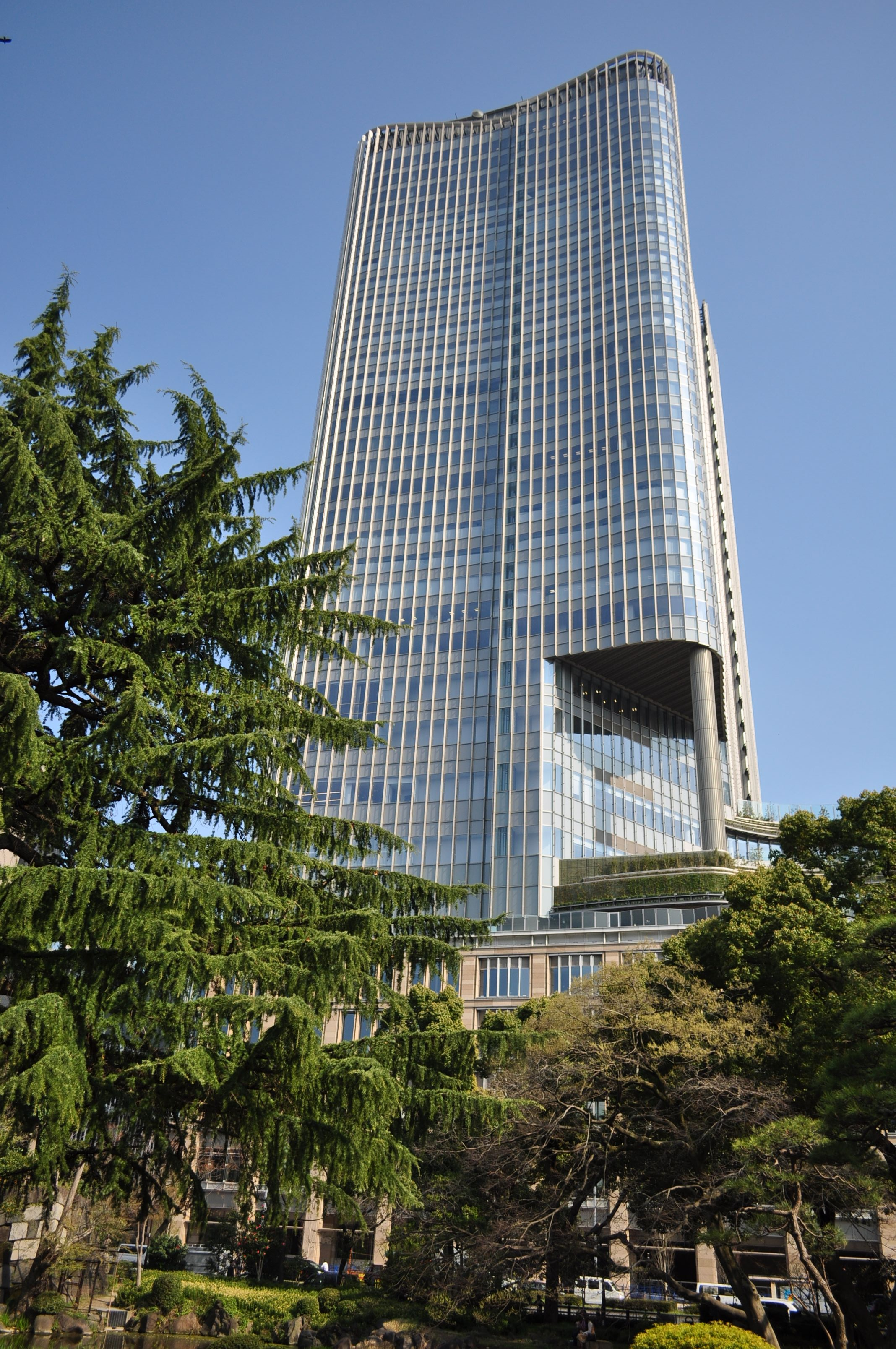
Tokyo Midtown Hibiya em Yurakucho
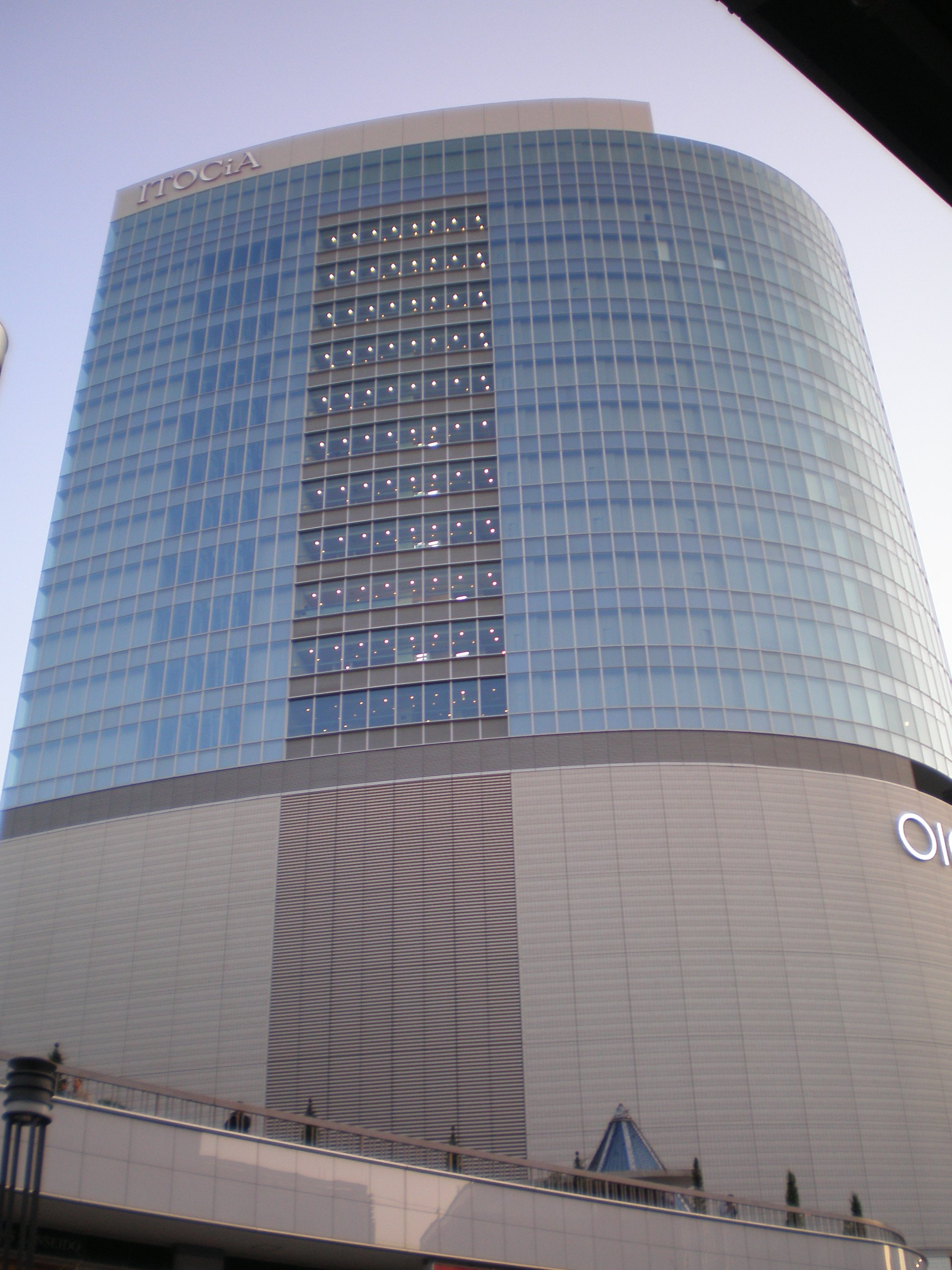
Yurakucho Itocia
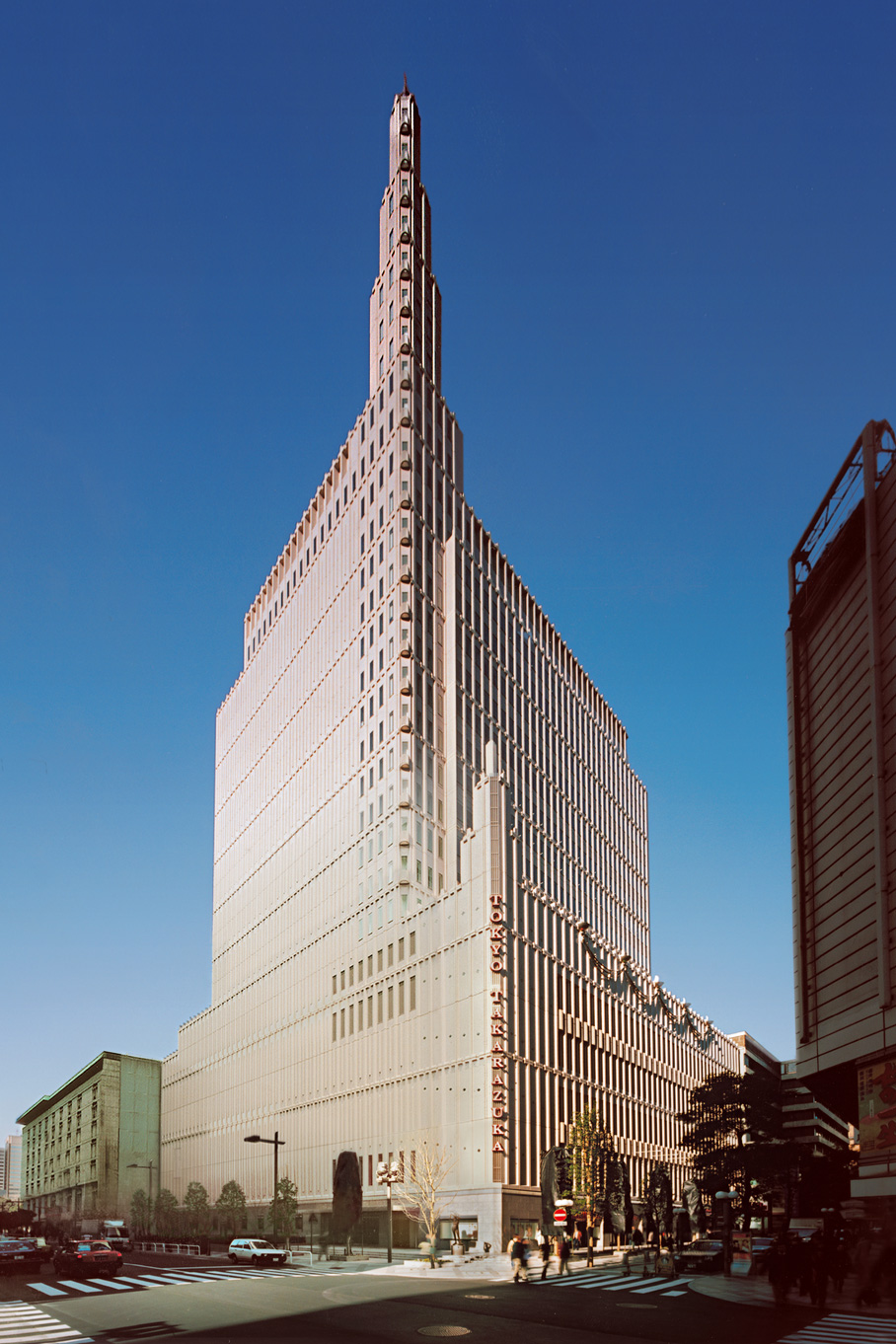
Edifício Tokyo Takarazuka em Yurakucho
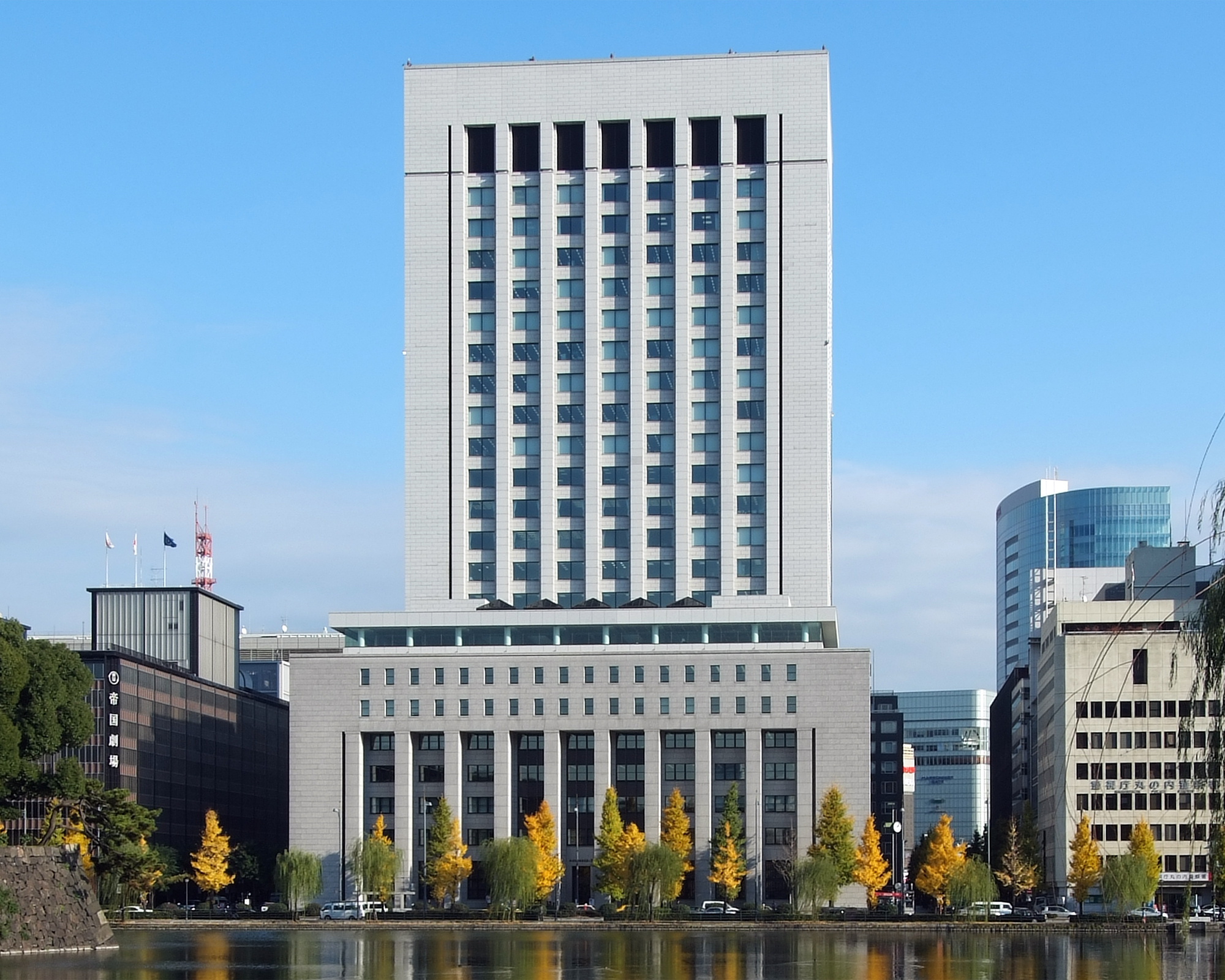
DN Tower 21 em Yurakucho